# Abeillia abeillei
El colibrí de Abeillé (Abeillia abeillei ), también conocido como colibrí de barbilla esmeralda, colibrí barbilla esmeralda (en Honduras), colibrí barbiesmeralda o colibrí pico corto (en México) o colibrí gorgiverde (en Nicaragua), es una especie de ave apodiforme de la familia Trochilidae —los colibríes— la única perteneciente al género monotípico Abeillia. Es nativa del sur de México y oeste de América Central.

## Distribución y hábitat
Se distribuye de forma disjunta desde el sureste de México, hacia el sur por Guatemala, El Salvador, Honduras, hasta el norte de Nicaragua.
Su hábitat es el bosque subtropical y tropical húmedo montano y bosque muy degradado. En el sotobosque de bosques mesófilos de montaña, bosques de pino, bosques tropicales subcaducifolios y bosques secundarios. Prefiere clima templado húmedo y subhúmedo, y tropical y subtropical; temperaturas promedio de 18 a 22 °C; y altitudes de 1000 a 1850 m s. n. m. La NOM-059-SEMARNAT-2010 clasifica a la especie en su categoría de «sujeta a protección especial»; la Unión Internacional para la Conservación de la Naturaleza (IUCN) como de «preocupación menor».

## Descripción
Mide de 7 a 7,5 cm de longitud y pesa en promedio 2,7 g. El pico es corto y recto; la cola ancha y cuadrada. Posee dimorfismo sexual; entre las principales diferencias, el macho tiene el pico negro y una mancha post-ocular negra que contrasta con el verde oscuro de corona y auriculares; nuca y partes dorsales verde azulado metálico; barbilla y garganta verde esmeralda y parte inferior de la garganta negra. La hembra tiene la garganta y partes dorsales color gris pálido y auriculares oscuros con una mancha post-ocular blanca.

## Sistemática

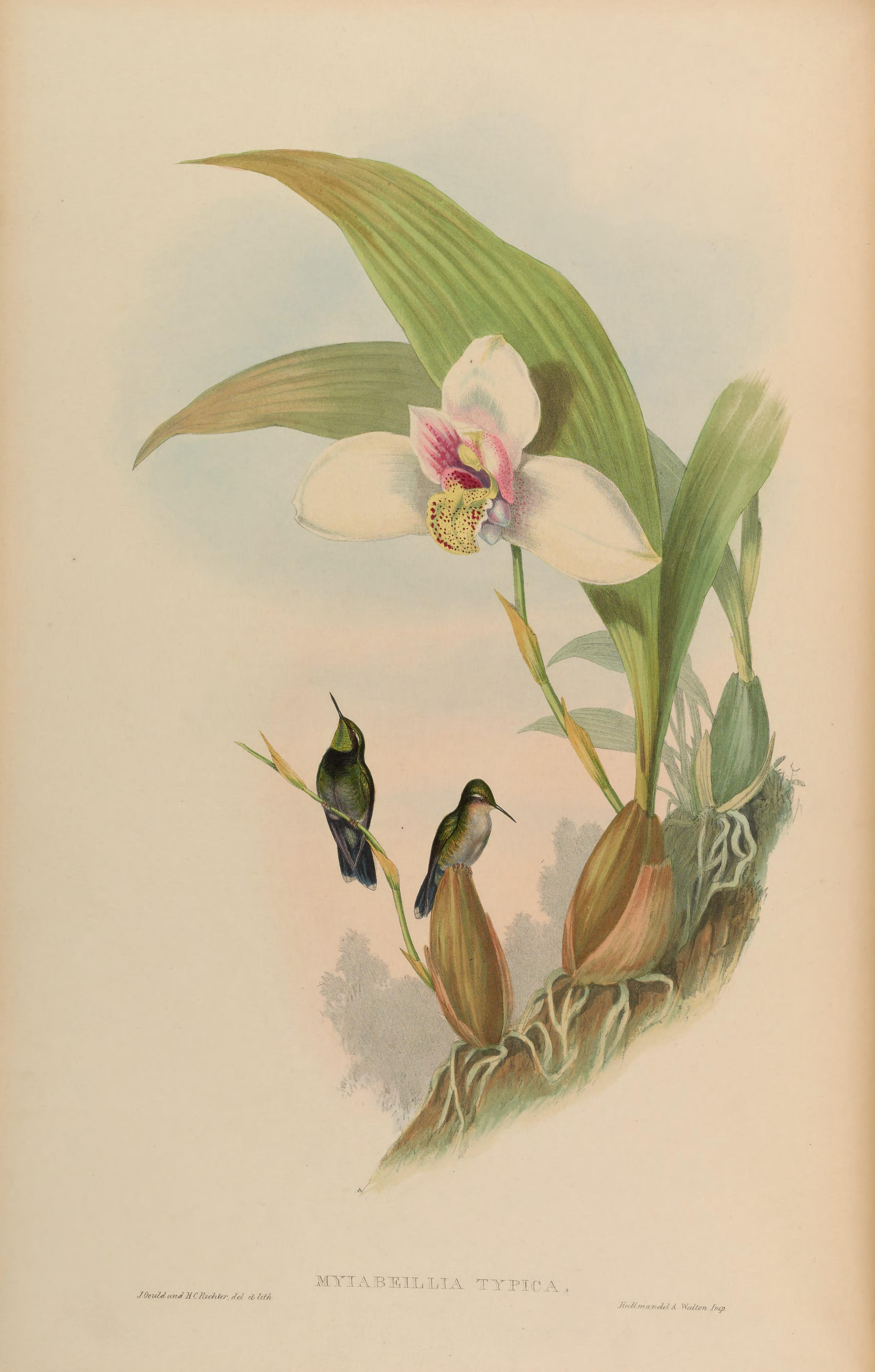
Myiabeillia typica, sinónimo de Abeillia abeilliei, ilustración de Gould y Richter en A monograph of the Trochilidae, or family of humming-birds 4, 1861.

### Descripción original
La especie A. abeilliei fue descrita por primera vez por los ornitólogos franceses René Primevère Lesson y Adolphe Delattre en 1839 bajo el nombre científico Ornismya abeillei; su localidad tipo es: «Jalapa, Veracruz, México».
El género Abeillia fue propuesto por el zoólogo francés Charles Lucien Bonaparte en 1850; la especie tipo originalmente designada por monotipia fue Abeillia typica Bonaparte, 1850, en realidad un sinónimo de Ornismya abeillei, la presente especie.

### Etimología
El nombre genérico femenino Abeillia proviene del nombre específico Ornismya abeillei, siendo que abeillei conmemora al médico, ornitólogo y recolector francés Grégoire Abeillé (1798-1848), y su esposa Félice. 

### Taxonomía
La forma propuesta A. abeilliei typica (Bonaparte, 1850) es un sinónimo de la nominal.

### Subespecies
Según las clasificaciones del Congreso Ornitológico Internacional (IOC) y Clements Checklist/eBird  se reconocen xxx  subespecies, con su correspondiente distribución geográfica:
- Abeillia abeillei abeillei (Lesson & Delattre, 1839) –  desde el sureste de México (desde el norte de Oaxaca) hasta Guatemala, El Salvador y el noroeste de Honduras.
- Abeillia abeillei aurea W. Miller & Griscom, 1925 – sur de Honduras y norte de Nicaragua.